# Dafni, Vouprasia
Dafni  este un oraș în Grecia în prefectura Elida.